# Махали
Махали — горы на западе Танзании около озера Танганьика. Горы расположены на территории национального парка Махали-Маунтинс, который обязан им своим названием.

## Физико-географические характеристики

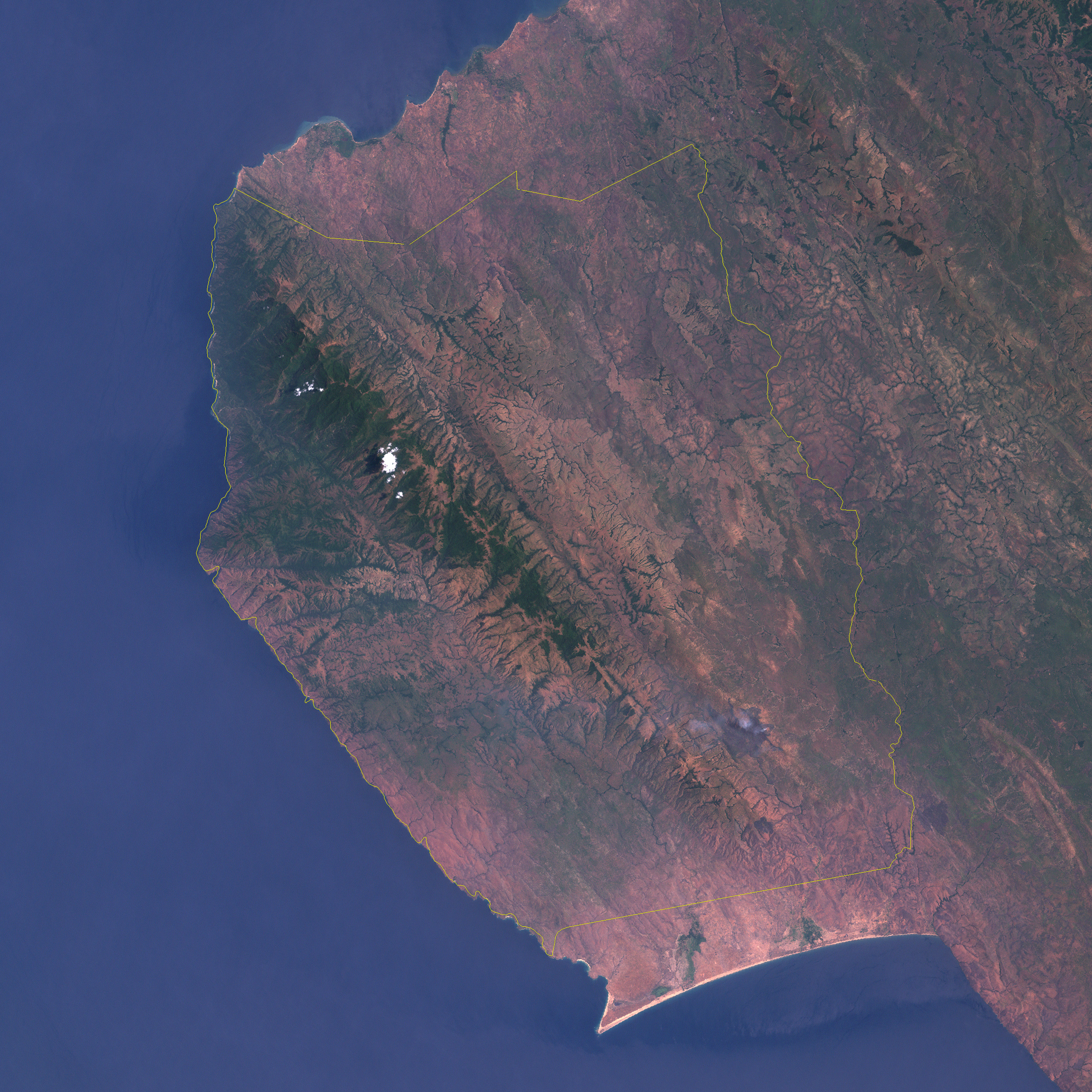
Снимок НАСА

Горы расположены на одноимённом полуострове, они протянулись с северо-запада на юго-восток вдоль побережья озера. Горы Махали являются частью рифтовой долины Албертин, протянувшейся с северной части озера Альберт, до южной части озера Танганьика.
В горах берут начало реки Кабези и Лубулунго.

## История
Люди, населяющие полуостров Махали, пришли сюда с территории современного Конго около 16 поколений назад, переправившись через озеро. В основном это были племена бахолохоло (Baholoholo) и васова (Wasowa). Они вытеснили местных жителей, племя Вамахаре (Wamahare), выше в горы. Кроме того, на полуостров пришли люди с юга по реке Малагараси (эта территория известна как Убенде или Укабенде) и в востока (Тонгве). В 1925 году британская администрация взела земли, на которых обитало множество разрозненных племён под свой контроль. После этого местные жители заговорили на общем языке, известном как тонгве, и получили общее наименование люди ватонгве (Watongwe).
В настоящее время в горах на территории парка поселений нет, а в 1960-м году было как минимум пять населённых пунктов: Илумби и Нтондо стояли на реке Кабези у источника и ниже по течению, на высоте 2000 м на западном склоне хребта находился Ужамба, а ниже Касангази. Последний был на дороге между Ужамбой и Капалой, населённым пунктом, расположенным на побережье озера.

## Флора и фауна

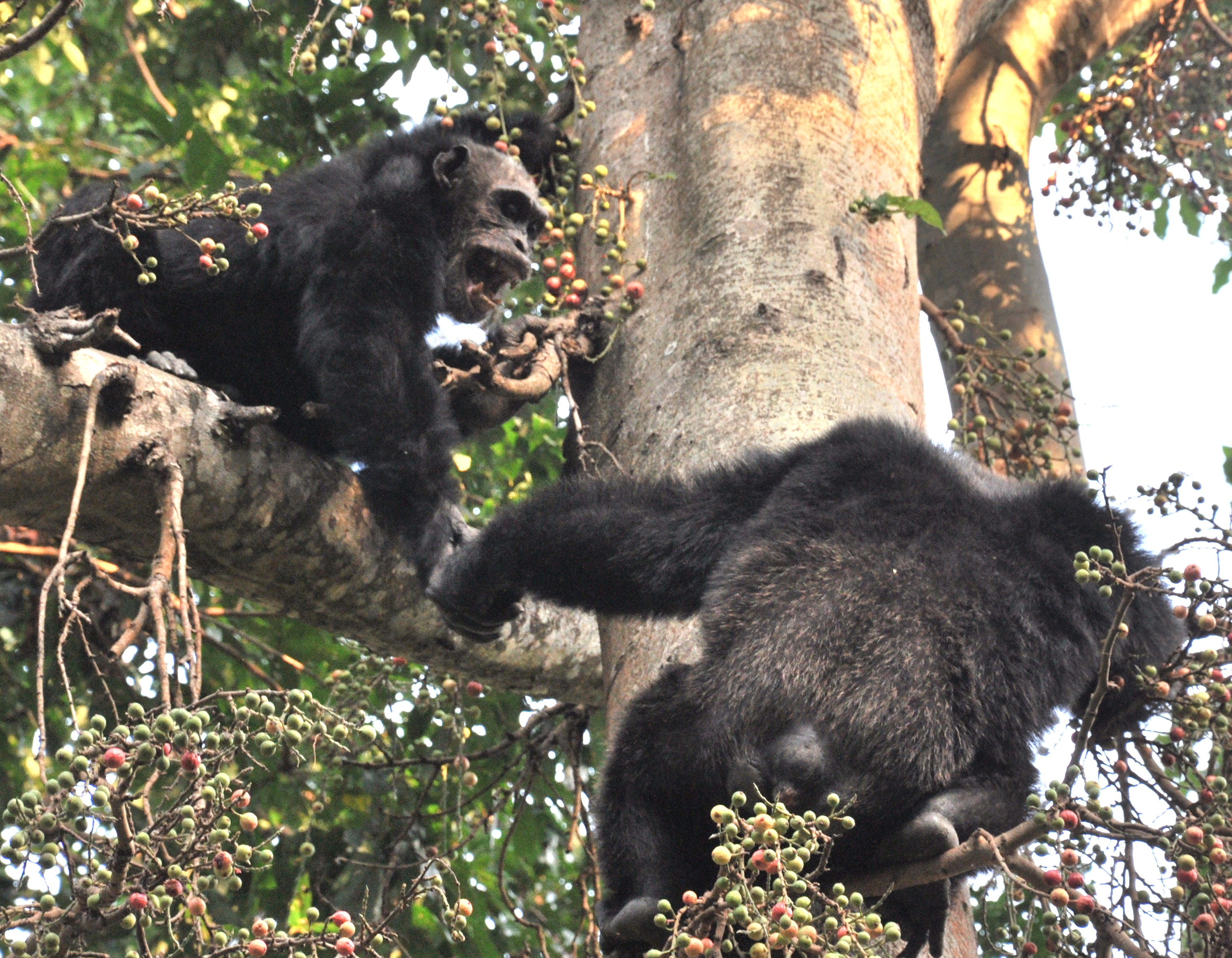
Взрослые шимпанзе на дереве.

На западных склонах гор, вплоть до самого озера, произрастают леса, получившие общее название Касоге (англ. Kasoge forest). Эти леса протянулись на 7 км от долины Мияко до реки Лубулунгу. Они поднимаются от озера Танганьика, расположенного на высоте 780 метров вверх на высоту 1300 метров и характерны особенным микроклиматом. В течение года в этом районе большая влажность и большее количество осадков, вызванных столкновением тёплых воздушных масс, поднимающихся от озера и холодных масс, спускающихся с гор. Для этих лесов характерны следующие деревья Canarium, Albizia, Cynometra, Khaya, Xylopia, Pseudospondias, Ficus, Pycnanthus, Garcinia, Saba и Landolphia. Выше начинаются в основном бамбуковые заросли, с основными представителями Podocarpus, Bersama, Nuxiacongesta, Macaranga и Croton, а на высоте 2300 метров над уровнем моря начинаются альпийские луга.
В горах Махали водится одна из самых крупных популяций шимпанзе, общее число особей достигает 800.